# Епархия Барэнту

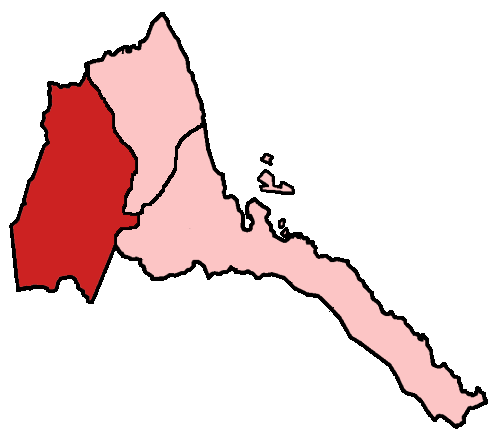
Карта епархии Барэнту

Епархия Барэнту (лат. Eparchia Barentuana) — епархия Эритрейской католической церкви с центром в городе Барэнту, Эритрея. Епархия Барэнту распространяет свою юрисдикцию на провинции Ансэба и Гаш-Барка. Епархия Барэнту входит в митрополию Асмэры.

## История
21 декабря 1995 года Папа Римский Иоанн Павел II издал буллу «Quia opportunum», которой учредил епархию Барэнту, выделив её из епархии Асмэры.

## Ординарии епархии
- епископ Лука Милеси (21 декабря 1995 — 4 октября 2001);
- епископ Томас Осман (4 октября 2001 — по настоящее время).